# Kurt Mischke

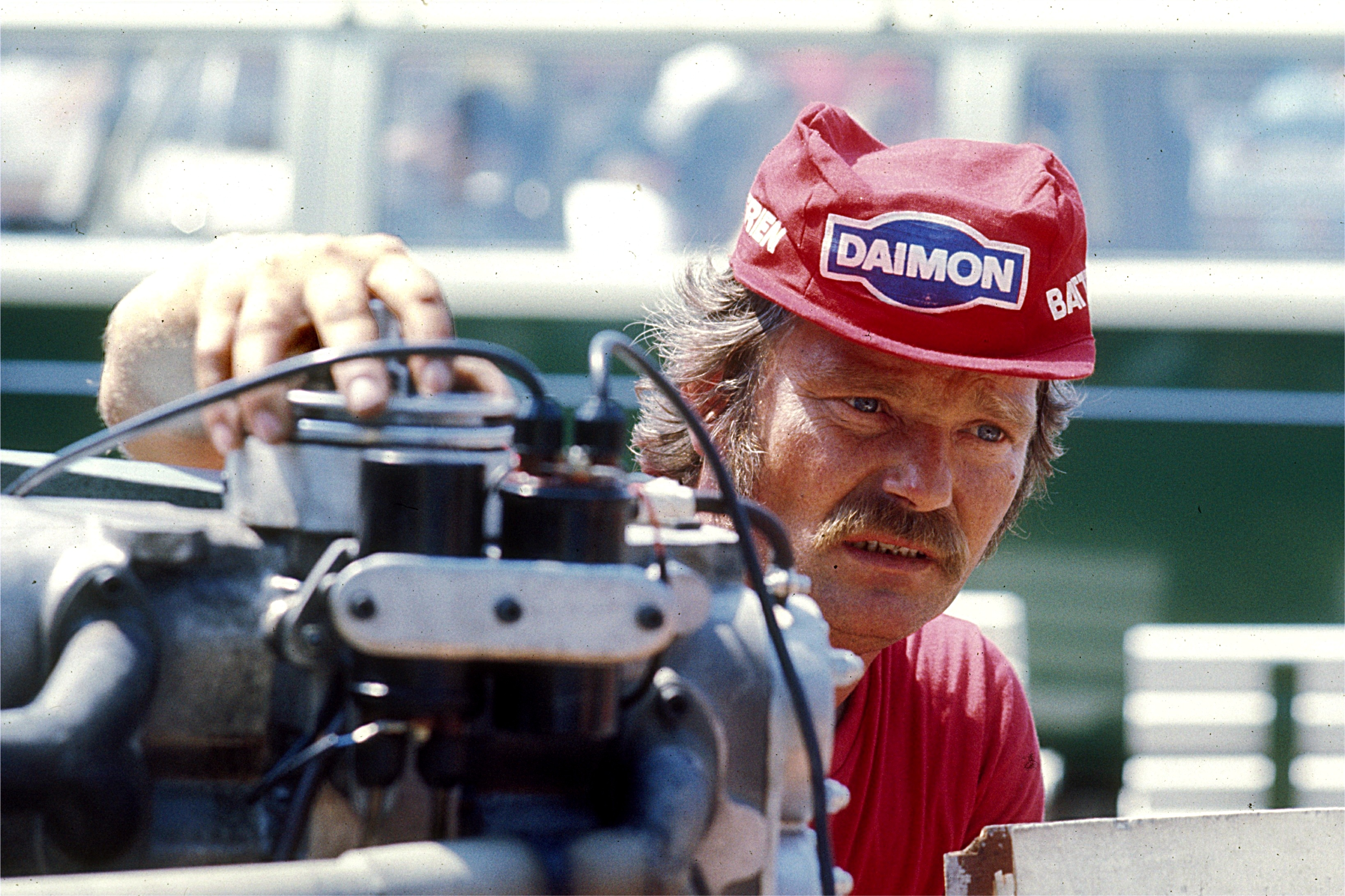
Mischke bei der Weltmeisterschaft 1976 in Brodenbach

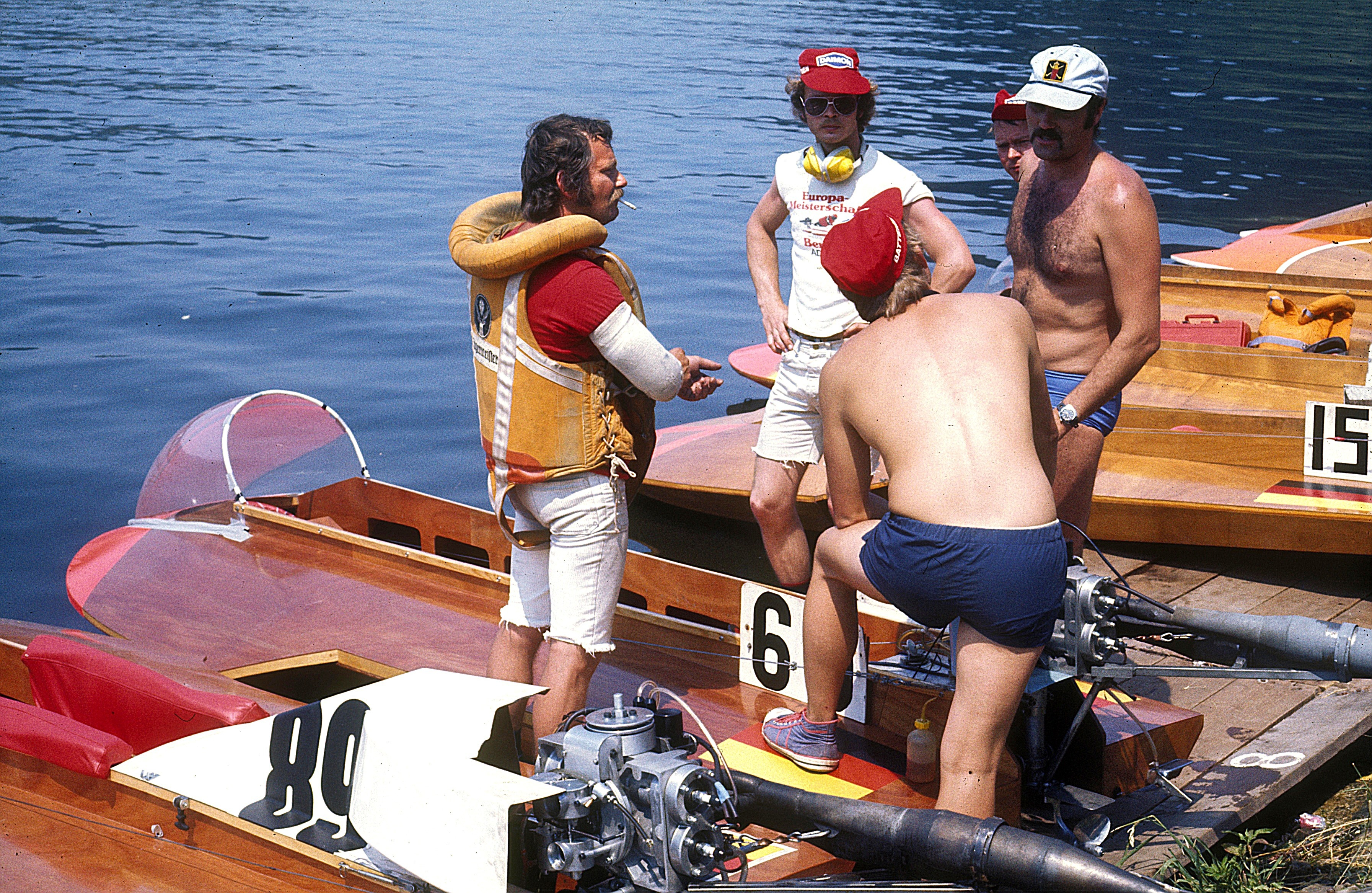
… vor dem Start

Kurt Mischke (* 28. März 1937 in Berlin; † 24. Mai 2009 ebenda) war der erfolgreichste deutsche Motorbootrennfahrer. Der gelernte Maurerpolier fuhr von 1958 bis 1978 Motorbootrennen, meist in der Außenbord-Rennbootklasse 350 cm³.
Mischke war 1973 Mitbegründer des Motorboot-Rennboot-Club Berlins. Nach seiner Karriere betrieb er in Berlin ein Geschäft für Sportpokale. Mit seiner Frau Linda hatte er eine Tochter. Anja Mischke (* 29. April 1967 in Berlin) stieg aber nicht in den Motorbootrennsport ein, sondern wurde Eisschnellläuferin. Bei den Olympischen Winterspielen 1988 in Calgary belegte sie Rang 12 über 3000 Meter und Rang 16 über 1500 Meter.

## Sportliche Erfolge
Kurt Mischke gewann insgesamt:
- 2 Weltmeisterschaften
- 6 Vizeweltmeisterschaften
- 7 Europameisterschaften
- 5 Vizeeuropameisterschaften
- 12 Deutsche Meisterschaften
- 2 Deutsche Vizemeisterschaften

Außerdem siegte er fünf Mal beim Großen Preis von Europa und vier Mal beim Großen Preis von Deutschland.
Die Titel im Einzelnen:
| - 1958 Deutscher Meister 175 cm³ - 1964 Deutscher Meister 500 cm³ (Gebrauchsmotoren) - 1965 Europameister 250 cm³ in Dresden - 1966 Europameister 350 cm³ in Essen - 1966 Deutscher Meister 350 cm³ - 1967 Europameister 350 cm³ in Berlin-Tegel - 1967 Deutscher Meister 350 cm³ - 1968 Weltmeister 350 cm³ in Traben-Trarbach - 1969 Europameister 250 cm³ in Nora (SWE) - 1970 Europameister 250 cm³ in Berlin-Tegel - 1970 Deutscher Meister 350 cm³ | - 1971 Deutscher Meister 500 cm³ - 1973 Europameister 350 cm³ in Lyon (FRA) - 1973 Deutscher Meister 350 cm³ - 1974 Europameister 350 cm³ in Szeged (HUN) - 1974 Deutscher Meister 350 cm³ - 1975 Deutscher Meister 350 cm³ - 1976 Weltmeister 350 cm³ in Brodenbach - 1976 Deutscher Meister 350 cm³ - 1977 Deutscher Meister 350 cm³ - 1978 Deutscher Meister 350 cm³ |

### Ehrenpreise
- 1967 Silbernes Lorbeerblatt